# Universiteit van Quảng Nam
De Universiteit van Quảng Nam is een universiteit in de Vietnam. De universiteit is verdeeld over meerdere locaties, die te vinden zijn in Tam Kỳ, de hoofdstad van de provincie Quảng Nam. De hoofdlocatie bevindt zich in de thành phố Tam Kỳ, in phường An Mỹ. De andere locatie bevindt zich in xã Tam Phú.
De universiteit kent negen faculteiten, waaronder politiek, buitenlandse talen en sociale wetenschap.